# Miron Constantinescu

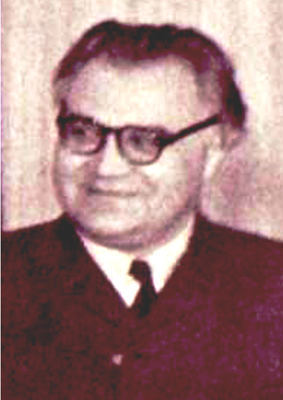
Miron Constantinescu

Miron Constantinescu (* 13. Dezember 1917 in Chișinău; † 18. Juli 1974 in Bukarest) war ein rumänischer Soziologe, Hochschullehrer und Politiker der Rumänischen Kommunistischen Partei PMR (Partidul Muncitoresc Român) und ab 1965 PCR (Partidul Comunist Român), der unter anderem zwischen 1945 und 1957 Mitglied des Politbüros des Zentralkomitees (ZK) sowie von 1952 bis 1954 sowie erneut zwischen 1972 und 1974 Sekretär des ZK war. Er bekleidete bis Mitte der 1950er Jahre bis zu seiner Kritik am Ersten Sekretär der PCR, Gheorghe Gheorghiu-Dej, mehrere Ministerämter und war zeitweise Erster Vize-Ministerpräsident. Ende der 1960er Jahre kehrte er in politische Spitzenfunktionen zurück und fungierte zuletzt von März bis zu seinem Tod im Juli 1974 als Präsident der Großen Nationalversammlung.

## Leben

### Soziologie, Verhaftung und Journalist
Constantinescu begann nach dem Besuch des Gymnasiums in Arad ein Studium der Soziologie bei Professor Dimitrie Gusti an der Universität Bukarest, das er 1938 abschloss. Während des Studiums trat er 1935 der Union junger Kommunisten UTCdR (Uniunea Tineretului Comunist din România) bei und wurde 1936 Mitglied der damaligen Kommunistischen Partei PCR (Partidul Comunist din România). Nach Abschluss des Studiums war er von 1939 bis 1940 Forscher am Institut für Sozialwissenschaften und Doktorand an der Universität Bukarest. Zugleich begann er 1939 seine Mitarbeit bei der Fachzeitschrift Sociologia românească. 1940 schloss er seine Promotion mit einer Dissertation mit dem Titel Cauzele sociale ale răscoalei lui Horia ab, die sich mit sozialen Aufständen in der Stadt Horia befasste. Im April 1941 wurde Constantanescu wegen seiner politischen Einstellung verhaftet und zu einer zehnjährigen Haftstrafe verurteilt, die er bis August 1944 in der Haftanstalt von Caransebeș verbrachte.
Nach seiner Haftentlassung wurde er 1944 zunächst Chefredakteur und danach von 1945 bis April 1949 Direktor der Tageszeitung Scânteia, dem Zentralorgan der Kommunistischen Partei. Zugleich war er seit März 1945 Sekretär des Parteikomitees von Bukarest.

### Mitglied des Politbüros, Minister und Hochschullehrer
Auf der Nationalkonferenz (Conferința Națională), die vom 16. bis 22. Oktober 1945 stattfand, wurde Constantinescu zum Mitglied des Politbüros des ZK gewählt und gehörte diesem bis zum 3. Juli 1957 an. Zugleich wurde er Mitglied des ZK der PCR, dem er bis zum 25. Juni 1960 angehörte.
Er war von 1946 bis 1948 Mitglied der Abgeordnetenkammer (Adunarea Deputaților) und vertrat in dieser Zeit den Wahlkreis Covurlui. Während seiner Parlamentszugehörigkeit war er zwischen 1946 und 1948 auch Präsident des Auswärtigen Ausschusses. Er war ferner zwischen dem 15. Juli 1947 und dem 2. Juli 1948 Generalsekretär der Kommission für die Stabilisierung und Erholung der Wirtschaft sowie zugleich vom 30. Dezember 1947 bis zum 14. April 1948 Unterstaatssekretär im Ministerium für Volksbildung.
1948 wurde er erstmals Mitglied der Großen Nationalversammlung (Marea Adunare Națională) und vertrat dort bis 1957 den Wahlkreis Galați-Est sowie anschließend bis 1961 den Wahlkreis Clinicile Universitare. Am 15. April 1948 wurde Constaniscu, der auch Mitglied der Journalistengewerkschaft SZP (Sindicatului Ziariștilor Profesioniști) war, zum Minister für Bergbau und Erdöl (Ministrul Minelor și Petrolului) in die Regierung von Ministerpräsident Petru Groza berufen und gehörte dieser bis zum 23. April 1949. Zugleich hatte er am 8. April 1948 die Funktion des Präsidenten der Obersten Kommission für staatliche Investitionen übernommen.
Darüber hinaus nahm er 1948 eine Professur an der Universität Bukarest an und war dort zunächst Inhaber des Lehrstuhls für dialektischen und historischen Materialismus sowie anschließend von 1950 bis 1951 Professor für Geschichte der Philosophie.

### Präsident der Plankommission, ZK-Sekretär und Vize-Ministerpräsident
Am 23. April 1949 übernahm er in der vierten Regierung Groza die Funktion des Präsidenten des Staatlichen Planungskomitees (Comitetului de Stat al Planificârii) und übte dieses auch in den nachfolgenden Regierungen von Ministerpräsident Gheorghe Gheorghiu-Dej bis zum 4. Oktober 1955 aus. Daneben war Constantinescu vom 24. Januar 1950 bis zum 25. Mai 1952 Mitglied des Organisationsbüros des ZK der PMR. Des Weiteren war er zwischen dem 27. Mai 1952 und dem 20. April 1954 erstmals Mitglied des Sekretariats des ZK der PMR. Gleichzeitig fungierte er vom 20. August 1954 bis zum 4. Oktober 1955 auch als Vizepräsident des Ministerrates in der Regierung Gheorghiu-Dej.
In der nachfolgenden Regierung von Ministerpräsident Chivu Stoica war er vom 4. Oktober 1955 bis zum 28. März 1957 Erster Vizepräsident des Ministerrates sowie zugleich zwischen dem 24. November 1956 und dem 16. Juli 1957 Bildungsminister (Ministrul Învǎțǎmântului). Zuletzt fungierte er vom 28. März bis 16. Juli 1957 wieder als Vizepräsident des Ministerrates.

### Entmachtung und vorübergehender Verlust der politischen Spitzenämter

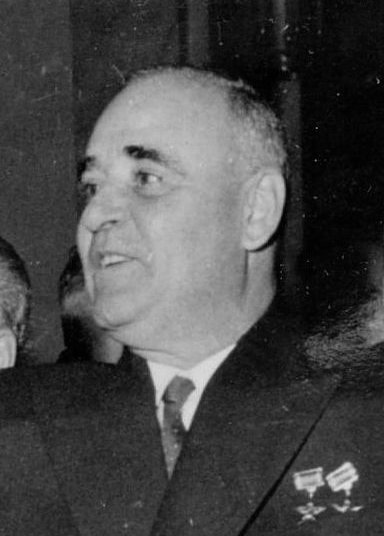
Die Kritik am Ersten Sekretär der PMR, Gheorghe Gheorghiu-Dej, führte zu Constantinescus Entmachtung 1957

Im Juli 1957 verlor Constantinescu seine politischen Spitzenämter in Partei und Regierung. Zuvor hatte er zusammen mit Iosif Chișinevschi, ebenfalls Politbüromitglied und Vize-Ministerpräsident, bei einer Vollversammlung der PMR im März 1956 Gheorghiu-Dej kritisiert. Constantinescu, der sich für eine Liberalisierung im Stil Nikita Sergejewitsch Chruschtschows einsetzte, stellte eine besondere Bedrohung für Gheorghiu-Dej dar, weil er gute Beziehungen zur Moskauer Führung unterhielt. Die PMR entfernte Constantinescu und Chișinevschi 1957, indem sie sie als Stalinisten denunzierte und sie der Mittäterschaft mit Ana Pauker bezichtigte. Danach musste Gheorghiu-Dej keine ernsthafte Herausforderung seiner Führungsrolle befürchten.
Nach seiner Entmachtung war er zunächst vom 16. Juli 1957 bis 1958 Direktor des Institutes für Wirtschaftsforschung der Rumänischen Akademie sowie danach kurzzeitig Direktor des Institutes für Parteigeschichte, ehe er von 1958 bis 1962 Professor für Geschichte und Wirtschaftspolitik an der Universität Bukarest war. Gleichzeitig war er bis zum 31. März 1962 Leiter der Hauptabteilung für Schulen im Ministerium für Bildung und Kultur sowie zusätzlich Vize-Direktor des Institutes für Parteigeschichte.
Constantinescu war anschließend vom 31. März 1962 bis 1965 Abteilungsleiter am Institut für Geschichte „Nicolae Iorga“ sowie gleichzeitig Professor für Geschichte am Institut für Lehrerfortbildung in Bukarest. Im Anschluss erfolgte am 27. September 1965 seine Ernennung zum Vize-Minister für Bildung und übernahm am 30. Januar 1969 zudem eine Professur für Geschichte an der Philosophischen Fakultät der Universität Bukarest.

### Rückkehr in politische Spitzenämter, ZK-Sekretär und Präsident der Großen Nationalversammlung
Am 19. August 1969 übernahm Constantinescu in der fünften Regierung von Ministerpräsident Ion Gheorghe Maurer erneut das Amt des Bildungsministers und bekleidete dieses bis zum 28. Februar 1970.
Auf dem zehnten Parteitag der PCR vom 6. bis 12. Oktober 1969 wurde Constantinescu abermals Mitglied des ZK und gehörte diesem nunmehr bis zu seinem Tod am 18. Juli 1974 an. Daneben war er zwischen März 1970 und seinem Tod am 18. Juli 1974 Kandidat des Exekutivkomitees des ZK der PCR. Gleichzeitig war er von 1970 bis zum 1. Januar 1973 Rektor der Akademie für Sozial- und Politikwissenschaften, die bis zum 18. Oktober 1972 nach dem Politiker Ștefan Gheorghiu benannt war.
1970 wurde Constantinescu erneut Mitglied der Großen Nationalversammlung und vertrat bis zu seinem Tod erneut den Wahlkreis Clinicile Universitare.
Seit dem 18. Oktober 1972 war er zudem Präsident des Wirtschaftsrate sowie zusätzlich zwischen dem 24. November 1972 und dem 30. März 1974 Vizepräsident des Staatsrates (Consiliului de Stat) und damit einer der Stellvertreter von Staatspräsident Nicolae Ceaușescu.
Zugleich war er von November 1972 bis zu seinem Tod abermals Mitglied des Sekretariats des ZK der PCR sowie zwischen dem 30. Dezember 1972 und dem 30. März 1974 Präsident des Zentralen Arbeiter-Kontrollrates für wirtschaftliche und soziale Aktivitäten (Consiliului Central de Control Muncitoresc al Activitǎții Economice și Sociale). Am 1. März 1974 wurde er als Mitglied in die Rumänische Akademie (Academia Română) aufgenommen.
Zuletzt wurde Constantinescu am 30. März 1974 Nachfolger von Ștefan Voitec als Präsident der Großen Nationalversammlung. Das Amt des Parlamentspräsident übte er bis zu seinem Tod knapp dreieinhalb Monate später aus und wurde dann von Nicolae Giosan abgelöst.

### Ehrungen
Für seine langjährigen Verdienste wurde Constantinescu mehrfach ausgezeichnet und erhielt unter anderem 1947 die Würde als Großoffizier des Ordens der Krone von Rumänien (Coroana României), 1948 den Stern der Volksrepublik Rumänien Erster Klasse (Ordinul Steaua Republicii Populare Române), 1949 den Kultur-Verdienst-Orden Erster Klasse (Ordinul Meritul Cultural), 1949 den Orden der Arbeit Erster Klasse (Ordinul Muncii), 1949 den Orden für die Verteidigung des Vaterlandes Erster Klasse (Apărarea Patriei) sowie zuletzt 1971 den Titel Held der sozialistischen Arbeit (Erou al Muncii Socialiste) sowie die Goldene Medaille „Sichel und Hammer“ (Medalia de aur secera și ciocanul).

## Veröffentlichungen
- Cauzele sociale ale rǎscoalei lui Horia, 1940
- Patria și Patriotismul, 1946
- Drumul lui Leon Blum, 1947
- Acțiunea legii valorii în condițiile regimului de democrație populară, 1953
- Din istoria Transilvaniei, Herausgeber, 3 Bände, 1959–1963
- Destrâmarea monarhiei austro-ungare. 1900–1918, Herausgeber, 1964
- Brève histoire de la Transylvanie, 1965
- Cercetâri sociologice contemporane, 1966
- Capitalul. De ce critica economiei politice?, 1967
- Sociologia dezvoltârii. Referatul de la Evian, 1968
- Documente și mârturii. 1918, 1968
- Sociologia generală. Probleme, ramuri, orientâri, 1968
- Cercetâri sociologice: 1938–1971, 1970
- Desăvârșirea statului național unitar român, Herausgeber, 1971
- Istoria României. Compendiu, Herausgeber, 1971
- Istoria învâțâmântului în România, Mitautor, 1971